# Sainte-Marie-du-Mont
|  | Per a altres significats, vegeu «Sainte-Marie-du-Mont (Isèra)». |

Sainte-Marie-du-Mont és un municipi francès al departament de la Manche (regió de Normandia).